# Terra de Peary

Terra de Peary - ubicació dins Groenlàndia

Terra de Peary  és una península del nord de Groenlàndia, a la vora de l'oceà Àrtic. El punt més septentrional és el Cap Morris Jesup que també és el punt més septentrional de Groenlàndia. El límit sud el forma el fiord E. Hyde.
Aquest territori rep el nom per Robert E. Peary, que va ser el primer a explora-lo durant els anys de 1891 a 1892.
La Terra de Peary no forma part de cap municipi però és una part del Parc Nacional del Nord-est de Groenlàndia. Els Inuit o esquimals van habitar la Terra de Peary en èpoques antigues quan el clima era més suau que l'actual.
L'assentament humà més antic conegut de Groenlàndia, per part d'inuits provinents de l'àrtic americà, s'ha trobat a la Terra de Peary s'ha datat del 2500 aC
Actualment els únics habitants són els membres de dues estacions de recerca:Brønlundhus (fundada el 1948), al Jørgen Brønlund Fjord, i Kap Harald Moltke (fundada el 1972).

## Geografia
Ocupa una superfície de 57 000 km². Es troba a només 700 km al sud del pol Nord. És una península muntanyosa, la serralada de Roosevelt de 60 a 70 km d'ample la travessa a la part nord d'est a oest i el punt més alt es l'Helvetia Tinde de 1.929 m. Les valls estan principalment cobertes per glaceres. Tot i així la Terra de Peary és el territori sense gel més septentrional del món. No va ser cobert per glaceres durant la més recent època glacial.

## Fauna
Els bous mesquers s'alimenten de l'escadussera vegetació del tipus del desert polar que només cobreix el 5% del territori. Hi ha solament unes 33 plantes amb flors. Altres mamífers que hi viuen són la guineu àrtica, el llop polar,l'os polar, i la llebre àrtica.